# Free Colours
Free Colors là tạp chí đầu tiên ở Ba Lan có nội dung chuyên về nhạc reggae. Tạp chí đem lại cho độc giả tin tức, bài báo, phỏng vấn và bài đánh giá về dòng nhạc reggae, dancehall, ragga, dub và các nền văn hóa như Jamaica cụ thể là Rastafari.
Số đầu tiên xuất bản từ năm 2005 bởi nhà xuất bản ZIMA. Vì đây là một tạp chí mang tính đặc thù, số lượng ấn phẩm phát hành thấp (3000 bản).
8 số đầu tiên (00 đến 08), tạp chí in màu đen và trắng, nhưng từ số 09, tờ báo xuất bản ấn phẩm in màu.